# Five Beans Chup
Five Beans Chup（ファイブ・ビーンズ・チャップ）は、日本のネオアコバンド b-flower による変名バンド。

## 概要
少年期の心象をテーマとしており、 b-flower とはあくまでも別個のユニットとして立ち上げた、とメンバーの八野は語っている。
歌詞はすべて、小学生の頃の八野の視点で描かれており、「僕は常に『不機嫌な子供』だったので、ヴォーカルはどの曲も結構不機嫌な声で歌われている」（八野）。
編成メンバーは、八野の他に b-flower の宮と岡部の3人。
これまでに自主レーベル Seeds Record より、EP とアルバムをそれぞれ一枚ずつリリースしている。

## メンバー
- 八野英史　（はちの ひでし）
- 岡部亘（岡部わたる） （おかべ わたる）
- 宮大（みや まさる）

## ディスコグラフィ

### EP
- 夏休み "Summer Feeling"（1999年）

### アルバム
- The First Day of Summer（2000年）